# Mark (Währung)

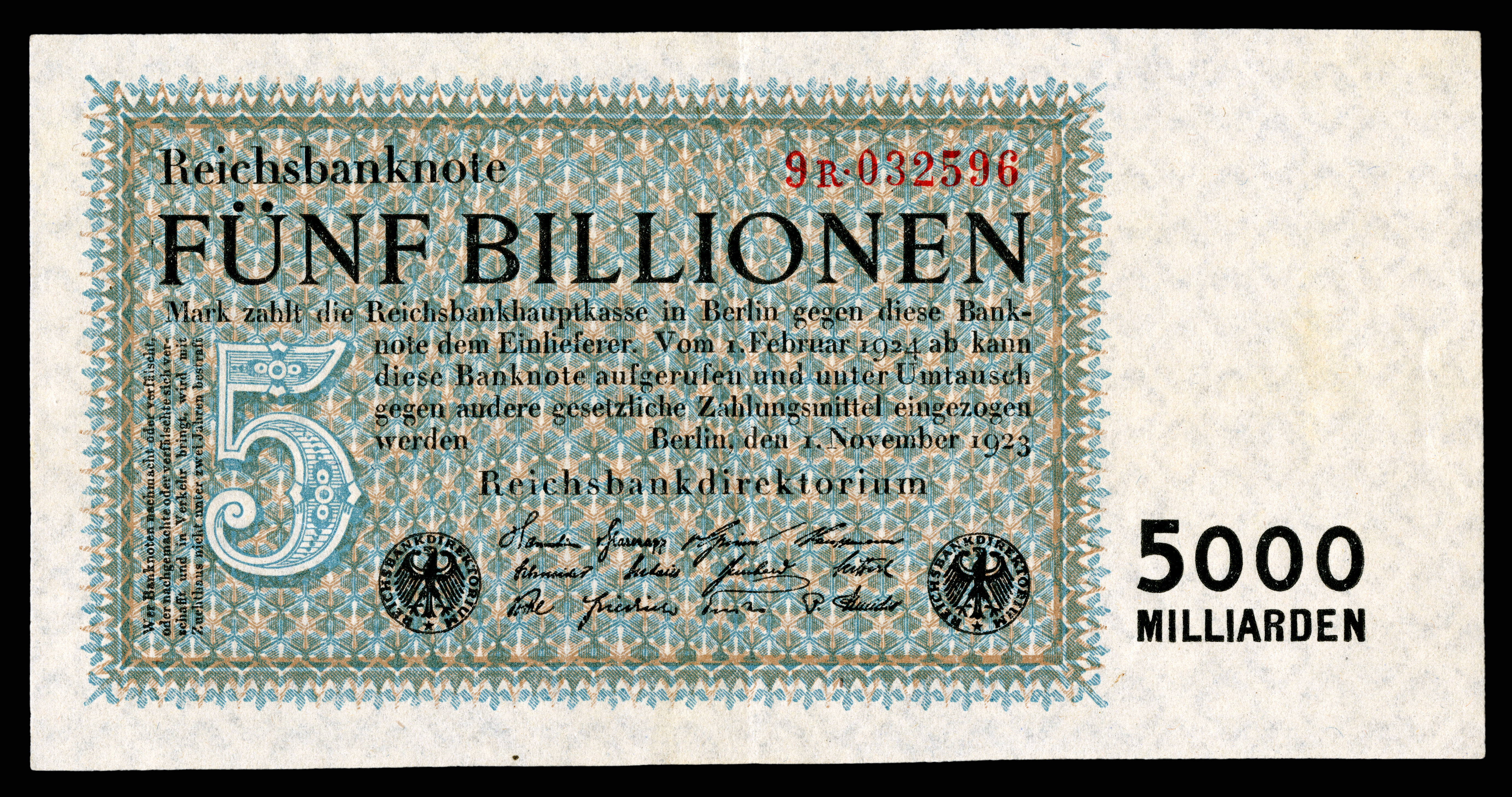
5-Billionen-Mark-Schein (1923)

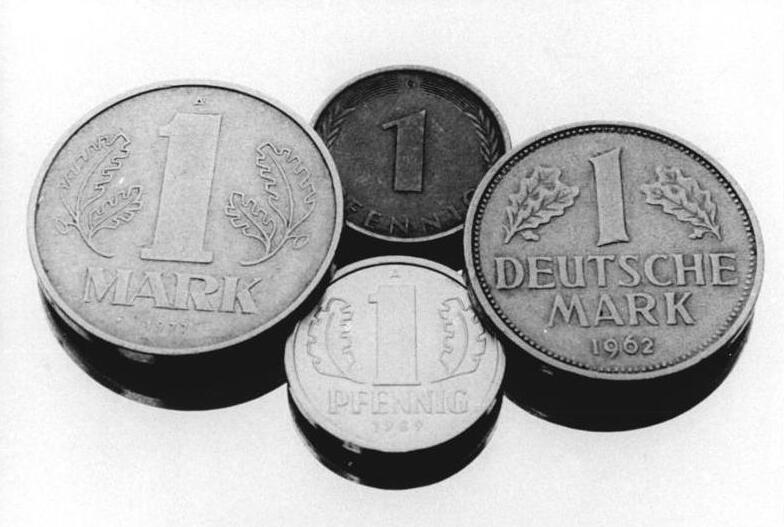
Mark der DDR, Deutsche Mark (1990)

Mark (historisch auch Marck) ist der Name verschiedener Währungen. Der Name leitet sich von der alten, ursprünglichen germanischen Gewichtseinheit Mark ab.

## In Deutschland
Auf dem Gebiet der heutigen Bundesrepublik Deutschland gab es verschiedene Währungen mit dem Namen Mark.
- Sundische Mark (Stralsund und Pommern ab 1319)
- Stendaler Mark, auch Stendaler (Stendalisches) Silber (Stendal)
- Courantmark (Norddeutschland ab 1502, siehe Wendischer Münzverein)
- Lübische Mark (dito)
- Dänische Marck (Marck Danske, Dänemark 15. Jh. bis 1874)
- Mark Banco (Buchwährung in Hamburg 17.–19. Jh.)
- Silbermark (z. B. Hamburg um 1550, 1 Mark = 48 Witten bzw. später 16 Schilling)

Nach der Gründung des Deutschen Reichs 1871:
- Mark (nach 1918 auch „Goldmark“, Deutsches Reich 1871–1915/1938)
 In den deutschen Kolonien:
  - Neu-Guinea-Mark
  - Deutsch-Südwest-Afrika-Mark
- Papiermark (Deutsches Reich, Deutsche Inflation 1914 bis 1923)
- Rentenmark (Deutsches Reich 1923–1924/1948)
- Reichsmark (Deutsches Reich 1924–1948)

Nach dem Ende des Zweiten Weltkriegs:
- Saar-Mark (Saarland 1947)
- Deutsche Mark (Trizone 1948/1949, Bundesrepublik Deutschland 1949–2001, 1948 „Bank Deutscher Länder“, ab 1957 „Deutsche Bundesbank“)
- Mark (DDR)
  - „Deutsche Mark“ (sowjetische Besatzungszone 1948/1949, Deutsche Demokratische Republik 1949–1963)
  - „Mark der Deutschen Notenbank“ (Deutsche Demokratische Republik 1964–1974, „Deutsche Notenbank“)
  - „Mark der DDR“ (Deutsche Demokratische Republik 1974–1990, „Staatsbank der DDR“)

## In Dänemark
Vom 15. Jahrhundert bis zum Ende 1874 war die Marck Währungseinheit Dänemarks. Sie war in 16 Schilling zu 12 Pfennig unterteilt.

## In England und Schottland
In England und Schottland wurde die Mark unter Alfred dem Großen eingeführt, wobei sie als bloße Rechenwährung diente und nie Münzen geprägt wurden. Eine Mark entsprach 2/3 eines Pfund Sterling oder 13 Shilling, 4 Pence.

## Sonstige
- Berner Mark (Norditalien und Tirol 10. Jh. bis 1551)
- Finnische Mark (Finnland 1864–2001)
- Estnische Mark (Estland 1918–1927)
- Polnische Mark (Polen 1918–1926)
- Konvertible Mark (Bosnien und Herzegowina seit 1998)

Nach der Unabhängigkeit Namibias wurde überlegt, die neue Landeswährung als Mark zu benennen. Letztlich fiel die Entscheidung für den Dollar.
Der höchste Nennwert in Mark, den jemals eine Münze hatte, befindet sich auf dem 1-Billion-Mark-Stück der Provinz Westfalen. Der höchste Nennwert auf einem Geldschein war 100 Billionen Mark, von einem Schein zu 1000 Billionen Mark existieren Probedrucke.